# Marian Drăgulescu
Marian Drăgulescu (Bucarest, Romania 1980) és un gimnasta artístic romanès, guanyador de tres medalles olímpiques.

## Biografia
Va néixer el 18 de desembre de 1980 a la ciutat de Bucarest, capital en aquells moments de la República Popular de Romania i capital avui dia de la República de Romania.

## Carrera esportiva
Va participar, als 19 anys, en els Jocs Olímpics d'Estiu de 2000 realitzats a Sydney (Austràlia), on va aconseguir finalitzar en sisena posició en la prova masculina per equips i en la prova d'exercici de terra, aconseguint sengles diplomes olímpics, així com tretzè en la prova individual com a resultat més destacat.
En els Jocs Olímpics d'Estiu de 2004 realitzats a Atenes (Grècia) aconseguí guanyar la medalla de plata en la prova de terra, la seva gran especialitat, i la medalla de bronze en la prova masculina per equips i en el salt sobre cavall. Així mateix finalitzà vuitè en la prova individual, aconseguint un nou diploma olímpic.
En els Jocs Olímpics d'Estiu de 2008 realitzats a Pequín (República Popular de la Xina) aconseguí finalitzar quart en la prova de salt sobre cavall i setè en la prova per equips i d'exercici de terra, anconseguint diplomes olímpics en tots ells.
Aquell mateix 2008 va retirar-se de l'esport i començà a entrenar al CS Dinamo de Bucarest juntament amb el seu antic company Marius Urzică. No obstant això, va tornar a participar en els Campionats del Món de 2009 (on aconseguí dues medalles d'or), 2010 i 2011. Al llarg de la seva carrera ha guanyat nou medalles en el Mundials, entre elles vuit medalles d'or, així com catorze medalles en el Campionat d'Europa de l'especialitat, entre elles nou medalles d'or.